# De-ar veni odată duminica!
De-ar veni odată duminica! (în franceză Vivement dimanche!) este un film francez de comedie și mister din 1983 regizat de François Truffaut. Bazat pe romanul din 1962 The Long Saturday Night (Lunga noapte de sâmbătă) al scriitorului american Charles Williams, filmul spune povestea lui Julien Vercel (Jean-Louis Trintignant), un agent imobiliar care este suspectat de uciderea soției sale și a amantului acesteia. În timp ce Vercel este ascuns în biroul său, secretara sa, Barbara Becker (Fanny Ardant), investighează aceste crime suspecte. A fost ultimul film regizat de Truffaut înainte de moartea sa, survenită în luna octombrie a anului următor. Filmul a avut un total de 1.176.425 de spectatori în Franța și a fost al 39-lea film cu cele mai mari încasări ale anului.

## Rezumat
Julien Vercel, un agent imobiliar din sudul Franței, vânează rațe pe malul unui lac, în timp ce un bărbat pe nume Massoulier, care vânează în aceeași zonă, este împușcat mortal. Julien se întoarce la biroul său fără să știe despre decesul lui Massoulier, dar în curând este interogat de poliție. Află că el este principalul suspect, pentru că, atunci când a plecat de la vânătoare, a văzut mașina lui Massoulier parcată, i-a stins luminile pentru a economisi bateria și a închis una dintre portiere, pe care a lăsat amprente. În plus, defunctul Massoulier și soția lui Julien, Marie-Christine, au avut o relație secretă. Când acesta își confruntă soția mai târziu, acasă, aceasta îi confirmă cu nonșalanță adulterul. În timp ce Marie-Christine se ascunde, Julien este dus la secția de poliție pentru un al doilea interogatoriu, dar este eliberat cu ajutorul avocatului său, Clement, care îl conduce acasă. Între timp, Marie-Christine a fost ucisă. Julien este acum principalul suspect. În încercarea de a-și dovedi nevinovăția, el vrea să meargă la Nisa, unde lucra anterior soția sa, dar secretara sa, Barbara Becker, susține că ar trebui să facă cercetările în numele lui. Ea face acest lucru în mod viclean, când șeful ei adoarme la birou. Barbara este îndrăgostită în secret de șeful ei, în timp ce Julien pare să fi fost indiferent față de ea.
În timp ce Julien se ascunde în biroul său în loc să se predea poliției, Barbara, care călătorește la Nisa, începe să investigheze viața trecută a lui Marie-Christine. Ea află că numele real al lui Marie-Christine era Josiane Kerbel, că a fost căsătorită cu un cartofor și că a pierdut mulți bani la jocurile de noroc pe cai. S-a căsătorit cu Vercel doar pentru a evita datoriile. Urmele îi conduc pe Barbara și Julien la un cinematograf, apoi la un club de noapte și de acolo în labirinturile întunecate ale zonei de prostituție. Barbara și Julien atacă din greșeală un bărbat suspect, crezând că acesta este adevăratul ucigaș. Se dezvăluie că acesta este, de fapt, fratele lui Massoulier. La teatru, o casieriță, fostă amantă a lui Massoulier, care l-a acuzat cu răutate pe Julien de crimă la telefon, este înjunghiată mortal. Barbara, ajunsă la capătul răbdării, merge la avocatul lui Julien și află în sfârșit adevărul: Clement și Marie-Christine au fost amanți. Clement l-a ucis pe Massoulier pentru că Marie-Christine i-a cerut-o, a ucis-o pe ea pentru că nu voia să divorțeze de Julien, a ucis-o pe funcționară pentru că știa totul și l-ar fi ucis pe Julien după aceea. Barbara și un ofițer de poliție iscusit lucrează împreună pentru a-i întinde o capcană avocatului. Clement, care adulmecă capcana pe baza unei înregistrări audio în ultimul moment, se sinucide într-o cabină telefonică după ce recunoaște totul la telefon, când îi vede pe polițiști apropiindu-se. Julien și Barbara sunt căsătoriți în cele din urmă de fratele lui Massoulier, care este preot.

## Distribuție
- Fanny Ardant – Barbara Becker, secretara lui Julien
- Jean-Louis Trintignant – Julien Vercel, agentul imobiliar
- Jean-Pierre Kalfon – fratele lui Massoulier, preot
- Philippe Laudenbach – avocatul Clément, avocatul lui Julien
- Philippe Morier-Genoud – superintendentul Santelli
- Xavier Saint-Macary – Bertrand Fabre, fostul soț al Barbarei
- Jean-Louis Richard – Louison, proprietarul clubului de noapte
- Caroline Sihol – Marie-Christine Vercel, soția lui Julien
- Castel Casti – șofer de taxi
- Anik Belaubre – Paula Delbecq, casiera de la the Eden
- Yann Dedet – Angel Face
- Nicole Félix – prostituata speriată
- Georges Koulouris – Lablache, detectivul privat
- Pascale Pellegrin – secretar
- Roland Thénot – Jambreau
- Pierre Gare – inspectorul Poivert
- Jean-Pierre Kohut-Svelko – albanezul[6]